# 大叶赛爵床
大叶赛爵床（学名：Calophanoides alboviridis）是爵床科杜根藤属的植物。分布于越南以及中国大陆的海南等地，生长于海拔600米至1,300米的地区，多生长在潮湿山谷，目前尚未由人工引种栽培。